# 本別町国保病院
本別町国保病院（ほんべつちょうこくほびょういん）は北海道中川郡本別町にある医療機関である。

## 診療科
出典
- 内科
- 小児科
- 精神科
- 外科
- 眼科
- 整形外科
- 泌尿器科
- 皮膚科
- 循環器内科
- 呼吸器内科

## 部門
出典
- 医局
- 事務局
- 地域連携室
- 看護室
- 臨床検査室
- 放射線室
- 薬局
- 理学療法室
- 人工透析室
- 栄養給食室

## 交通
- 道の駅ステラ★ほんべつ（旧本別駅）より町循環バス運行